# Stahlpanzerrohrgewinde
Stahlpanzerrohrgewinde sind eine Gruppe von historischen Gewinden mit einem Flankenwinkel von 80°. Sie werden auch als Panzergewinde (Pg) oder Panzerrohrgewinde bezeichnet. Da die verwendeten Stahlpanzerrohre meist relativ dünnwandig sind, ist die Gewindetiefe nicht sehr groß. Die genaue Spezifikation dieses Gewindetyps ist in der DIN-Norm DIN 40430 festgelegt.
Der Anwendungsbereich von Pg-Gewinden lag im Bereich von Elektroinstallationen zunächst bei den namensgebenden Panzerrohren sowie vor allem bei den Kabelverschraubungen zur dichten Kabeleinführung in elektrische Geräte, Schaltschränke, Abzweigkästen und Steckverbinder. Der Pg-Gewindetyp ist in diesen Bereichen weitgehend durch metrische Gewinde nach EN 60423 abgelöst worden. Darüber hinaus werden Pg-Gewinde noch in Spezialbereichen angewendet, wie das Pg13,5-Gewinde zum Einschrauben von Sensoren in Bioreaktoren.
In folgender Tabelle sind übliche Pg-Gewinde aufgelistet, und die zugehörigen Kabeldurchmesser bei Verwendung als Kabelverschraubung:

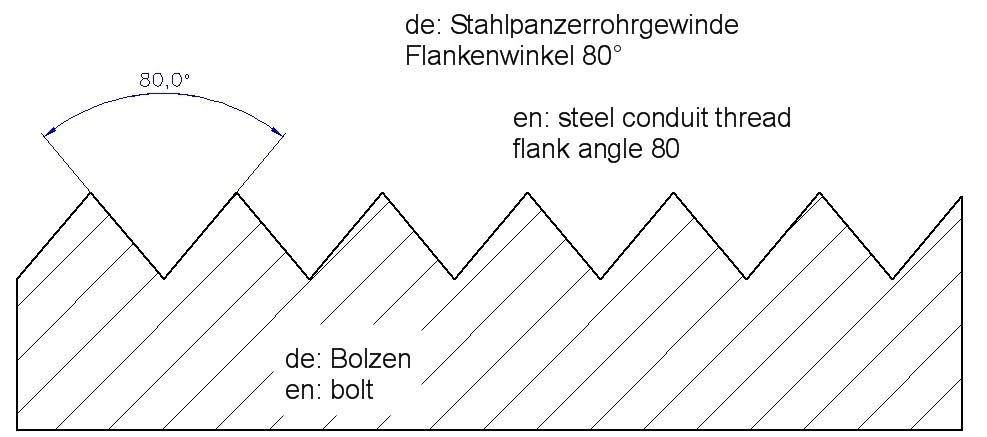
Stahlpanzerrohrgewinde

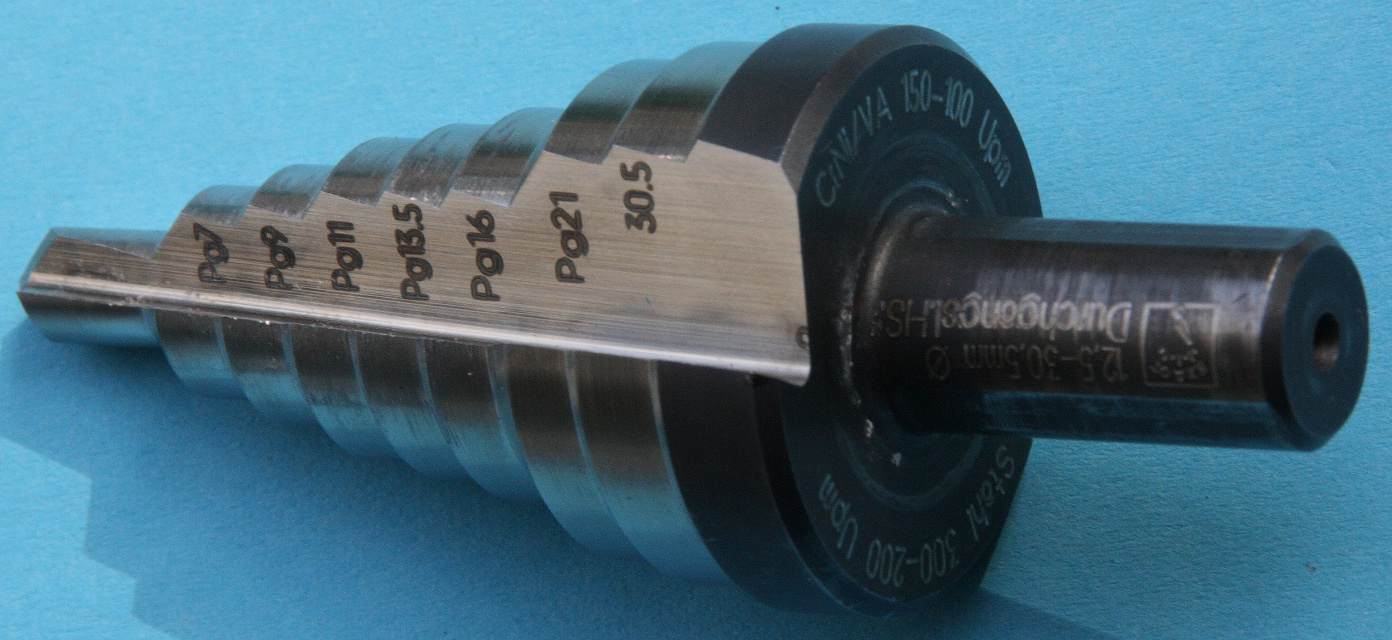
Stufenbohrer für passende Löcher für Bauteile mit Pg-Gewinde

| Gewinde | Außen- durchmesser (in mm) | Gangzahl pro Zoll | Kern- durchmesser (in mm) | Kabel- durchmesser (in mm) |
| ------- | -------------------------- | ----------------- | ------------------------- | -------------------------- |
| Pg 7    | 12,5                       | 20                | 11,28                     | 03 – 6,5                   |
| Pg 9    | 15,2                       | 18                | 13,86                     | 04 – 8                     |
| Pg 11   | 18,6                       | 18                | 17,26                     | 05 – 10                    |
| Pg 13,5 | 20,4                       | 18                | 19,06                     | 06 – 12                    |
| Pg 16   | 22,5                       | 18                | 21,16                     | 10 – 14                    |
| Pg 21   | 28,3                       | 16                | 26,78                     | 13 – 18                    |
| Pg 29   | 37,0                       | 16                | 35,48                     | 18 – 25                    |
| Pg 36   | 47,0                       | 16                | 45,48                     |                            |
| Pg 42   | 54,0                       | 16                | 52,48                     |                            |
| Pg 48   | 59,3                       | 16                | 57,78                     |                            |